# Franklin (Nebraska)
Franklin é uma cidade localizada no estado americano de Nebraska, no Condado de Franklin.

## Demografia
Segundo o censo americano de 2000, a sua população era de 1026 habitantes.
Em 2006, foi estimada uma população de 959, um decréscimo de 67 (-6.5%).

## Geografia
De acordo com o United States Census Bureau, a localidade tem uma área de 2,6 km², sem área coberta por água. Franklin localiza-se a aproximadamente 1400 m acima do nível do mar.

## Localidades na vizinhança
O diagrama seguinte representa as localidades num raio de 28 km ao redor de Franklin.